# سوگیری جغرافیایی در ویکی‌پدیا
ویکی‌پدیا به دلیل نابرابری در توزیع محتوای تولید شده توسط داوطلبانش با توجه به ارتباط جغرافیایی موضوعات مقالات مورد انتقاد قرار گرفته است. تحقیقات نشان می‌دهد که علیرغم تفاوت‌های قابل توجه این توزیع بسته به زبان ویکی‌پدیا، روند مشترکی به سمت محتوای بیشتر مربوط به ایالات متحده و اروپای غربی همراه با کمبود اطلاعات در مورد مناطق خاصی در سایر نقاط جهان وجود دارد.

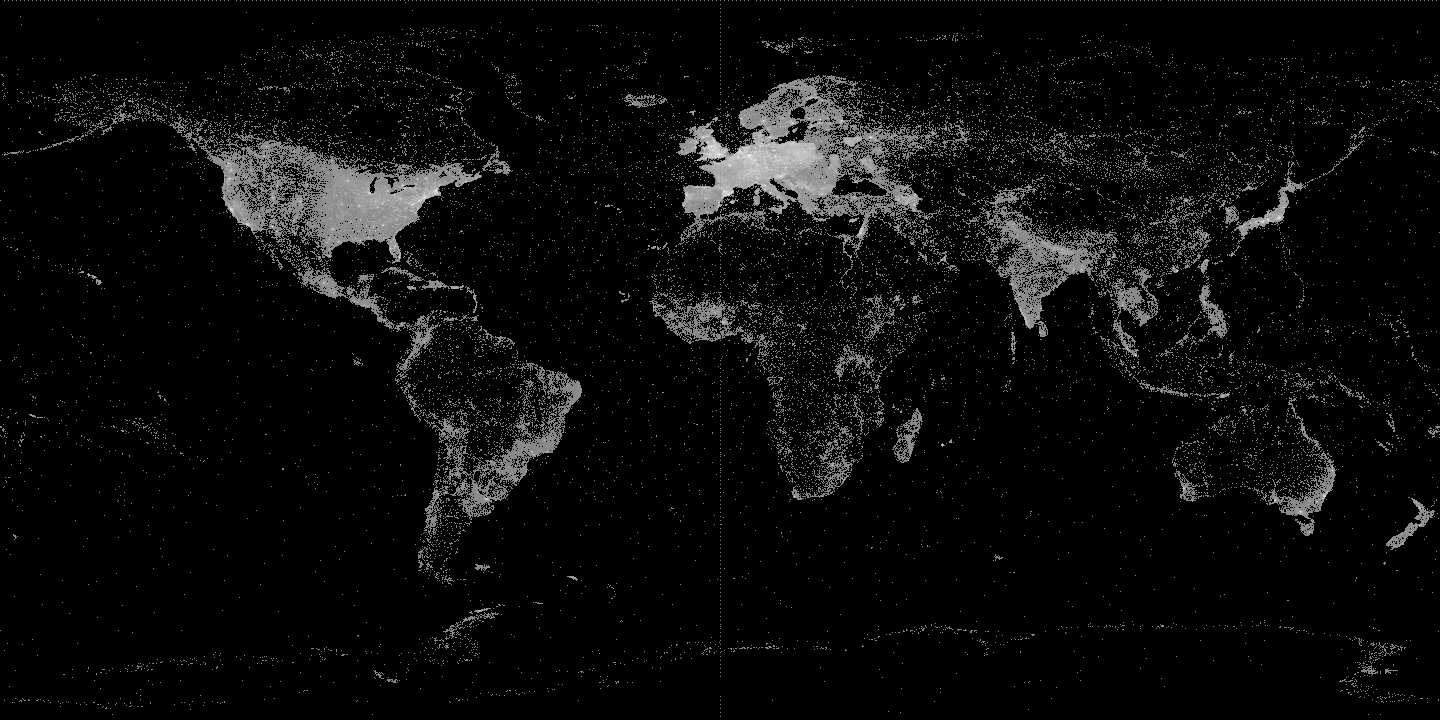
تراکم جهانی ورودی‌های ویکی‌پدیا با برچسب جغرافیایی (۲۰۱۳)

## تحلیل
چندین مطالعه در مورد جغرافیای اینترنت و ویکی‌پدیا توسط اعضای مؤسسه اینترنت آکسفورد (OII) منتشر شده است.
مقاله‌ای از مارک گراهام از OII در روزنامه گاردین در ۲ دسامبر ۲۰۰۹، نقشه‌ای رنگی از جهان را ارائه داد که تفاوت بین تعداد مقالات ویکی‌پدیا با برچسب جغرافیایی (به همه زبان‌ها) را برای کشورهای شمال و جنوب جهان نشان می‌داد. گراهام نوشت:
تقریباً تمام قاره آفریقا از نظر جغرافیایی در ویکی‌پدیا به ندرت نمایش داده می‌شود. نکته قابل توجه این است که تعداد مقالات ویکی‌پدیا در مورد قطب جنوب، از تعداد مقالات ویکی‌پدیا در مورد ۵۳ کشور آفریقا (به جز یکی) بیشتر است (یا شاید شگفت‌انگیزتر اینکه، تعداد مقالات ویکی‌پدیا در مورد مکان‌های خیالی سرزمین میانه و دیسک‌ورلد، از مقالات بسیاری از کشورهای آفریقا، آسیا و آمریکا بیشتر است).
یک تحلیل در سال ۲۰۱۰ از ویرایش‌های ویکی‌پدیا در مورد افراد نشان داد که آسیا، به عنوان پرجمعیت‌ترین قاره، تنها در ۱۶٫۶۷٪ از ویرایش‌ها حضور داشته است. آفریقا (۶٫۳۵٪) و آمریکای جنوبی (۲٫۵۸٪) نیز به‌طور مساوی کمتر از حد معمول حضور داشته‌اند. یک مطالعه در سال ۲۰۱۱ توسط OII نشان داد که ۸۴ درصد از مقالاتی که با یک مکان برچسب‌گذاری شده‌اند در اروپا یا آمریکای شمالی هستند و قطب جنوب ورودی‌های بیشتری نسبت به هر کشور آفریقایی یا آمریکای جنوبی دارد. به گفته آداما سانه، بنیان‌گذار طرح آموزش ویکی‌آفریقا، از سال ۲۰۲۱ مقالات بیشتری در ویکی‌پدیای انگلیسی در مورد پاریس نسبت به آفریقا وجود دارد.
در سال ۲۰۱۱، OII تجزیه و تحلیل بر اساس زبان‌ها (عربی، عربی مصری، انگلیسی، فرانسوی، عبری، فارسی، سواحیلی) را گزارش کرد. گراهام الگوهای غیرمنتظره‌ای را در توزیع‌ها گزارش داد. به عنوان مثال، ویکی‌پدیای سواحیلی به‌طور غیرمعمول مقالات زیادی با برچسب جغرافیایی در ترکیه دارد. گراهام این و مصنوعات مشابه را با ویراستاران اختصاصی که مقالات خرد متعددی را در زمینه‌های مورد علاقه خود ایجاد می‌کنند، توضیح می‌دهد.
یک مقاله OII در سال ۲۰۱۵، جغرافیای بسیار نامتوازن مشارکت در ویرایش ویکی‌پدیا را گزارش داد. به‌طور خاص، مشخص شد که مشارکت‌کنندگان از کشورهای کم‌درآمد با نوشتن بیشتر در مورد کشورهای پردرآمد نسبت به کشورهای خودشان، به عدم تعادل جغرافیایی کمک می‌کنند.
یک مطالعه در سال ۲۰۱۶ توسط دیوید لانیادو و مارک میکل ریبه به‌طور تجربی تأیید کرد که هویت فرهنگی یک انگیزه ناخودآگاه مهم برای ویراستاران ویکی‌پدیا است که بر آثار آنها در زمینه‌هایی که ممکن است با هویت آنها مرتبط باشد، به ویژه در دسته‌های ویکی‌پدیا «فرهنگ» و «جغرافیا» تأثیر می‌گذارد. نتیجه مشابهی در سال ۲۰۱۰ توسط هِخت و گِرگل گرفته شد: ویکی‌پدیانویسان تمایل دارند روی موضوعات مربوط به مکان‌های نزدیک کار کنند. لانیادو و ریبه پیشنهاد می‌کنند که برای غلبه بر عدم تعادل ناشی از هویت‌های فرهنگی، ویکی‌پدیا باید ویراستارانی از ویکی‌پدیاهای زبان‌های مختلف را برای انتشار هویت‌های فرهنگی خود در ویکی‌پدیاهای دیگر ارتقا دهد. برای این منظور، ابزارهای مترجم و پیشنهاد مقاله که توسط بنیاد ویکی‌مدیا توسعه یافته‌اند، می‌توانند با ارائه گزینه‌هایی برای انتخاب محتوای ترجیحی بر اساس کلمات کلیدی مرتبط با هویت فرهنگی، مفید باشند.